# منتخب ألمانيا لكرة الماء
منتخب ألمانيا الوطني لكرة الماء هو المنتخب الذي يمثل ألمانيا في منافسات كرة الماء للرجال، ويقوم إتحاد ألمانيا لكرة الماء بإدارة شؤونه، يعتبر واحد من أفضل منتخبات كرة الماء في العالم حيث تمكن من الفوز ب4 ميداليات أولمبية وفاز مرتين ببطولة أوروبا ومرة واحدة ببطولة الفينا وأفضل انجاز في كأس العالم هو حلوله في المركز الثالث بطولة 1982.

## وصلات خارجية
- موقع الاتحاد الألماني لكرة الماء